# Schottisch-gälische Sprache
Die schottisch-gälische Sprache (Gàidhlig /ˈkaːlʲikʲ/; veraltet auch Ersisch) gehört zu den keltischen Sprachen und wird heute in Teilen Schottlands, namentlich auf Inseln der Inneren und Äußeren Hebriden, im Westen des Schottischen Hochlands sowie in Glasgow gesprochen. Allerdings sind nicht alle Sprecher, insbesondere in Glasgow, Muttersprachler oder Erstsprecher.
Die Sprache gehört zum goidelischen Zweig der inselkeltischen Sprachen und ist eng mit dem Irischen und dem Manx verwandt. Die enge Verwandtschaft mit der irischen Sprache erklärt sich aus der Einwanderung von Skoten aus Irland nach Schottland seit dem 4. Jahrhundert.

## Terminologie

### Scots
Schottisch-Gälisch ist nicht mit dem Scots zu verwechseln, das sich aus dem Angelsächsischen entwickelt hat und somit zu den germanischen Sprachen zählt.

### Ersisch
Die veraltete Bezeichnung Ersisch bezieht sich darauf, dass das Schottisch-Gälische mindestens bis ins 17. Jahrhundert selbst von Muttersprachlern (z. B. von Martin Martin) als „Irisch“ bezeichnet wurde. Dies lag für die damaligen Sprecher vermutlich nahe, da das Irische bis in diese Zeit als Schriftsprache für das Schottisch-Gälische diente. Der Name „Ersisch“ (engl. Erse) ist eine Verballhornung des Worts Éireannach (irisch).

## Geschichte

Ungefähres Verbreitungsgebiet der schottisch-gälischen Sprache um 1400:
Schottisch-Gälisch
Scots
Norn

### Allgemeine Entwicklung des Schottisch-Gälischen
Etwa im 4. Jahrhundert wanderten irischsprachige Bevölkerungsgruppen, vorwiegend aus dem Kleinkönigtum der Dál Riata im Norden Irlands, ins nahe Schottland aus und siedelten sich dort dauerhaft an. Jahrhundertelang existierten zwei kleine Reiche dieses Namens, eines in Irland und eines in Schottland. Zwar konnten die Einwanderer den weitaus größten Teil des schottischen Territoriums erobern, jedoch wurde Schottland in seiner Geschichte nie vollständig irisch- bzw. gälischsprachig.
Die kulturellen Beziehungen nach Irland blieben bis ins 17. Jahrhundert sehr eng. Durch das gesamte Mittelalter hindurch wurde die weitgehend standardisierte irische Schriftsprache verwendet. Erste Belege für eine eigenständige Entwicklung des Schottisch-Gälischen sind im Book of Deer (wohl 10. Jahrhundert) enthalten. Aus dessen unregelmäßiger Orthographie gehen einige Hinweise auf eine eigenständige schottische Aussprache hervor. Es kann jedoch nicht sicher davon ausgegangen werden, dass zu dieser Zeit schon von einer eigenständigen Sprache die Rede sein kann. Zu dieser Zeit bildet das Schottisch-Gälische wohl einen Dialekt des Irischen (klassisches Gälisch, ISO639-3-Code [ghc]). Erst das sogenannte Leabhar Deathan Lios Mòir (Book of the Dean of Lismore) aus dem frühen 16. Jahrhundert stellt einen sicheren Beleg dafür dar, dass sich das schottische vom irischen Gälisch soweit entfernt hat, dass zwei eng verwandte, aber getrennte Sprachen vorliegen. Diese Sammelhandschrift enthält Textpassagen in schottisch-gälischer Sprache, die in einer Orthographie geschrieben sind, die sich stark an der damaligen Aussprache des Scots orientiert. Durch diesen quasi „externen“ Blick auf die Sprache ergeben sich direkte Einblicke in die Aussprache der Zeit, die bei Verwendung der üblichen Orthographie so nicht möglich wären. Heute wird allgemein davon ausgegangen, dass die sprachliche Abtrennung des Schottischen vom Irischen zwischen dem 10. und dem 12. Jahrhundert begann, von einer eigenständigen Sprache aber erst ab dem 14. oder 15. Jahrhundert die Rede sein kann.
Während das Schottisch-Gälische in den Lowlands seit dem späten Mittelalter (14. Jahrhundert) nicht mehr gesprochen und durch das Scots ersetzt wurde, wurde es aus den südlichen und östlichen Gebieten Schottlands im 17. und 18. Jahrhundert verdrängt. In den westlichen Highlands hingegen setzte die Anglisierung erst im 19. und 20. Jahrhundert ein. Dieses Zurückdrängen der angestammten Sprache wurde vor allem durch äußere Einflüsse verursacht, beginnend mit dem Zusammenbrechen der Clan-Gesellschaft nach 1745 und besonders verstärkt nach Einführung der allgemeinen Schulpflicht im Jahre 1872 mit ausschließlicher Verwendung der englischen Sprache (die Verwendung des Gälischen im Unterricht oder auf dem Schulgelände wurde oft sogar bestraft).

### Erloschene Dialekte im Süden Schottlands
Der Begriff Schottisches Gälisch bezieht sich auf die Dialekte, die im schottischen Hochland, den Highlands, gesprochen werden. Die schottisch-gälischen Dialekte, die in den Lowlands einst verbreitet waren, sind ausgestorben. Von diesen Dialekten war das Glaswegian Gälisch, das in Galloway vorzugsweise Verwendung fand, der letzte Dialekt, der bis in die Neuzeit verwendet wurde. Ab dem 18. Jahrhundert wurde das Lowland-Gälisch durch das Lowland Scots, eine germanische Sprache, die vom Mittelenglischen abstammt, ersetzt. Angeblich soll das letzte Dorf, in dem es Sprecher des Lowland-Gälischen gab, der isolierte Ort Barr in Carrick (Ayrshire) gewesen sein.
Es gibt keine gesicherte Sprachgrenze zwischen den nördlichen und südlichen schottisch-gälischen Dialekten, die sich an topografischen Gegebenheiten orientiert. Ortsnamen unterscheiden sich linguistisch zwischen Argyll und Galloway nicht. Die Dialekte auf beiden Seiten des Nordkanals (Straits of Moyle), die einst als Kontinuum das schottische Gälisch mit dem Irischen verbanden, sind ausgestorben. Der irische Dialekt, der dem schottischen Gälisch am nächsten steht, ist das Ulster-Gälisch in County Donegal (Gaoth Dobhair Gaeltacht), das einen etwas konservativen Wortschatz und ältere grammatische Strukturen aufweist als das offizielle Standardirisch, das auf den südlichen irischen Dialekten basiert.
Was gemeinhin als schottisch-gälische Sprache bezeichnet wird, findet seine lexikalische, grammatische und phonetische Grundlage auf den Äußeren Hebriden und Skye, also den gälischen Dialekten, die auf den westlichen Inseln gesprochen werden (Ausnahme bilden hier lediglich Arran und Kintyre). Der Dialekt von Lewis hebt sich allerdings etwas ab, da die Aussprache des „engen“ (palatalisierten) /r/ als [ð] und die Tonalität auf altnordische Einflüsse durch die Wikinger zurückzuführen sind.

### Erloschene Dialekte im Osten Schottlands
| \| Embo \|                               |
| Schottisch-gälische Sprache (Schottland) |
| Embo                                     |

Das schottische Gälisch im Osten Schottlands hat im 19. Jahrhundert weitgehend aufgehört zu existieren. Die Dialekte in Sutherland waren im Wortschatz und der Grammatik archaischer als die der westlichen Inseln, wo die Mehrheit der schottisch-gälischen Sprecher lebt. Diese Muttersprachler mokierten sich oft über das Gälische der Sprecher in Sutherland. Durch die Stigmatisierung, „schlechtes“ Gälisch zu sprechen, sorgte diese Abwertung ihres Dialektes dafür, dass der Sprachwandel zum Englischen hin beschleunigt wurde und der Gebrauch des Gälischen im Alltag ein jähes Ende fand.
Im Rahmen der Highland Clearances wurden große Teile der einheimischen Bevölkerung des Binnenlands von Sutherland vertrieben und viele siedelten sich an der Südküste an, wo sie vorwiegend als Fischer lebten. In den Ortschaften Brora, Golspie und Embo hielten sie an ihrer gälischen Muttersprache deutlich länger fest als die Bewohner der umliegenden Gebiete. Um die Wende zum 20. Jahrhundert war Gälisch dort noch die allgemeine Umgangs- und Muttersprache und insbesondere in Embo wurde Gälisch 1963 noch von einem Drittel der Bevölkerung gesprochen. Mit dem Tod von Jessie Ross, der letzten Sprecherin, erlosch dieser Dialekt im Jahr 2020.

## Heutige Verbreitung

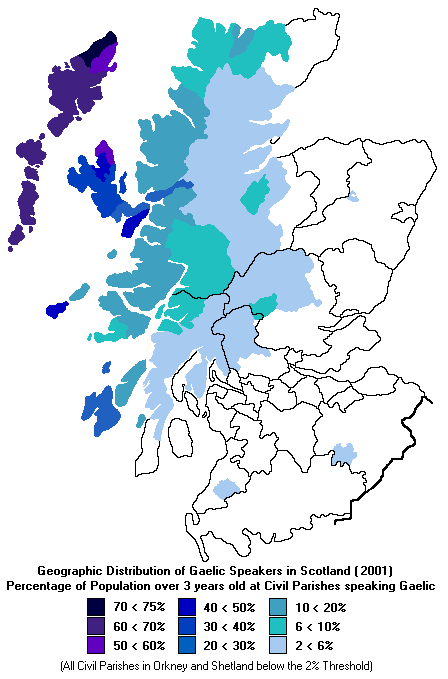
Verbreitung von Schottisch-Gälisch in Schottland 2001

Verbreitung von Schottisch-Gälisch in Schottland 2011

Die Zahl der Sprecher beträgt gemäß der Volkszählung von 2011 57.375 Personen. Das sind ungefähr 1,1 Prozent der Bevölkerung Schottlands (1,1 % der Einwohner, die älter als drei Jahre sind). Im Vergleich zur Volkszählung von 2001 ist ein Rückgang von 1275 Sprechern zu verzeichnen. Etwa 87.056 Personen gaben 2011 an, dass sie Kenntnisse des Gälischen haben, 6226 Personen weniger als 2001, als noch 93.282 Personen Kenntnisse angaben. Trotz des leichten Rückgangs stieg die Zahl der Sprecher unter 20 Jahren. Schottisches Gälisch ist keine offizielle Sprache im Vereinigten Königreich und war auch keine in der Europäischen Union. (Die einzige keltische Sprache, die de jure offiziellen Status im Vereinigten Königreich hat, ist Walisisch in Wales.) Dennoch ist schottisches Gälisch als einheimische (indigene) Sprache in der europäischen Charta der Regional- und Minderheitssprachen klassifiziert, die auch die britische Regierung ratifiziert hat. Im gälischen Sprachgesetz (Schottland) von 2005 (Gaelic Language Act) wurde ein Sprachentwicklungsinstitut eingerichtet, das Bòrd na Gàidhlig, „mit Blick, den Status der gälischen Sprache als offizielle Sprache Schottlands zu sichern“.
Außerhalb Schottlands gibt es etwa 1500 Sprecher des Schottisch-Gälischen in Kanada, hauptsächlich in der Provinz Nova Scotia. 350 Personen gaben dort in der Volkszählung von 2011 an, Gälisch als Muttersprache zu sprechen.
Als tägliche Umgangssprache wird Gälisch überwiegend auf den Äußeren Hebriden (Western Isles/Na h-Eileanan Siar) von etwa 75 % der Bewohner verwendet. Seit dem Gaelic Language Act 2005 wird Gälisch auch im öffentlichen Sprachgebrauch der Gemeinde dort offiziell verwendet (Comhairle nan Eilean Siar). Den höchsten Anteil an Gälischsprechern gibt es in Barvas auf Lewis; etwas über 64 % der Bewohner benutzen die Sprache im Alltag (Stand Volkszählung 2011). Auf dem Festland der Nordwestküste des Hochlandes wird das Gälische in keiner Gemeinde von mehr als etwa 25 % der Bevölkerung verwendet. Die meisten Sprecher leben in Kyle of Lochalsh im Hochland. In Glasgow (schottisch-gälisch Glaschu, Aussprache: [ˈglasəxu]) gibt es für eine Stadt verhältnismäßig viele Sprecher des Gälischen. Dort existiert auch seit 2006 eine gälischsprachige Schule (bestehend aus Vorschule sowie Grundschule und Sekundarschule) Sgoil Ghàidhlig Ghlaschu mit etwa 630 Schülern in der Woodside, die es sich zur Aufgabe gemacht hat, die gälische Sprache auch bei der jüngeren Generation zu fördern. Alle Unterrichtsfächer außer Englisch werden auf Gälisch unterrichtet. Seit 2013 gibt es auch eine gälischsprachige Grundschule in der schottischen Hauptstadt Edinburgh, die Bun-sgoil Taobh na Pàirce mit etwa 230 Schülern in der Bonnington Road. Neben einer Handvoll wirklich zweisprachiger Grundschulen auf den Äußeren Hebriden wird Gälisch im Unterricht vor allem in sogenannten Gaelic-medium units (GMU) an 61 Primary Schools mit fast 2000 Schülern (Stand 2005) verwendet. Von diesen Schulen befanden sich 25 auf den Western Isles, 18 im Highland und 6 in Argyll and Bute. Die Altersstruktur und damit die Prognose der Sprache für die Zukunft ist nach wie vor eher ungünstig, da sie meist nur noch von Leuten über 40 Jahren im täglichen Gebrauch benutzt wird. Dennoch gibt es erfolgreiche Bestrebungen, das Gälische zu pflegen; so wird von der BBC und Scottish Television regelmäßig ein gälisches Programm (Kultur, Kindersendungen, u. ä.) mit englischen Untertiteln ausgestrahlt. Des Weiteren unterhält die BBC ein gälischsprachiges Radioprogramm Radio nan Gaidheal. In Stornoway auf Lewis strahlt das Grampian Television ebenfalls gälische Sendungen aus.
Die BBC startete am 19. September 2008 den Kanal BBC Alba, der per Satellitenfernsehen in Schottland zu sehen ist. Die Übertragung per Freeview (DVB-T) und Kabelfernsehen ist schon verfügbar. Die tägliche Nachrichtensendung an Là (Der Tag) kann weltweit im Internet empfangen werden.
Prozentanteil der Gälischsprecher nach Alter, Schottland, 2001 und 2011
| Alter        | 2001 | 2011 |
| ------------ | ---- | ---- |
| Gesamtanteil | 1,2  | 1,1  |
| 3–4 Jahre    | 0,5  | 0,7  |
| 5–14 Jahre   | 1,0  | 1,2  |
| 15–19 Jahre  | 0,9  | 1,0  |
| 20–44 Jahre  | 1,0  | 0,9  |
| 45–64 Jahre  | 1,4  | 1,1  |
| 65–74 Jahre  | 1,6  | 1,4  |
| 75 und älter | 2,0  | 1,7  |

Die Zahl der Gälischsprachigen ist nur geringfügig rückläufig. Positiv ist, dass der Anteil der Sprecher unter 20 Jahren gestiegen ist. Die Sprecherzahlen haben sich in den letzten zehn Jahren somit stabilisiert. Alle Sprecher des Gälischen sind zweisprachig (mit Englisch).
Trotz der engen Verwandtschaft zum Irischen können Sprecher der jeweiligen anderen Sprache nicht ohne Probleme miteinander kommunizieren, weshalb sie oft gezwungen sind, als Lingua franca auf das Englische auszuweichen.
Ferner wird ein Dialekt des schottischen Gälisch, das kanadische Gälisch, in Nova Scotia (Insel Cape Breton) in Kanada nach vorsichtigen Schätzungen von etwa 500 bis 1000 vorwiegend älteren Menschen gesprochen.
Gälischsprachige in Schottland zwischen 1755 und 2011
| Jahr | Schottische Bevölkerung | Gälisch (monoglott) | Gälisch und Englisch (bilingual) | Gesamtanteil Gälischsprecher |
| 1755 | 1.265.380               | 289.798 (22,9 %)    | unbekannt                        | unbekannt                    |
| 1800 | 1.608.420               | 297.823 (18,5 %)    | unbekannt                        | unbekannt                    |
| 1881 | 3.735.573               | 231.594 (06,1 %)    | unbekannt                        | unbekannt                    |
| 1891 | 4.025.647               | 043.738             | 210.677                          | 5,2 %                        |
| 1901 | 4.472.103               | 028.106             | 202.700                          | 4,5 %                        |
| 1911 | 4.760.904               | 008.400             | 183.998                          | 3,9 %                        |
| 1921 | 4.573.471               | 009.829             | 148.950                          | 3,3 %                        |
| 1931 | 4.588.909               | 006.716             | 129.419                          | 2,8 %                        |
| 1951 | 5.096.415               | 002.178             | 093.269                          | 1,8 %                        |
| 1961 | 5.179.344               | 000.974             | 080.004                          | 1,5 %                        |
| 1971 | 5.228.965               | 000.477             | 088.415                          | 1,7 %                        |
| 1981 | 5.035.315               | 000.00—             | 082.620                          | 1,6 %                        |
| 1991 | 5.083.000               | 000.00—             | 065.978                          | 1,4 %                        |
| 2001 | 5.062.011               | 000.00—             | 058.652                          | 1,2 %                        |
| 2011 | 5.295.403               | 000.00—             | 057.602                          | 1,1 %                        |

## Besonderheiten der Sprache
Die schottisch-gälische Sprache teilt einige Besonderheiten mit den anderen lebenden keltischen Sprachen, unter anderem die grammatisch bedingten Veränderungen im Anlaut von Wörtern (Lenierung, das heißt „Schwächung“ von Konsonanten, sowie Nasalierung) und die Grund-Wortstellung Verb-Subjekt-Objekt. Fragen werden daher auch nicht wie im Deutschen über eine Voranstellung des Verbs, sondern hauptsächlich durch Fragepartikeln zusammen mit der abhängigen Verbform gebildet. Ähnlich wie in manchen nordeuropäischen Sprachen werden stimmlose Verschlusslaute präaspiriert (vorbehaucht):
tapadh leat – („danke dir“): /ˈtaxpa ˈlʲæt/
Lenierung:
| Ausdruck             | Aussprache            | Übersetzung                                       |
| -------------------- | --------------------- | ------------------------------------------------- |
| màthair              | [maːher]              | Mutter                                            |
| mo mhàthair          | [mo vaːher]           | meine Mutter                                      |
| an cù                | [ən kuː]              | der Hund                                          |
| do chù               | [do xuː]              | dein Hund                                         |
| Tha mi brònach       | [ha mi ˈbrɔːnəx]      | bin-ich-traurig = Ich bin traurig.                |
| Tha mi glè bhrònach  | [ha mi gleː ˈvrɔːnəx] | bin-ich-sehr-traurig = Ich bin sehr traurig.      |
| A bheil thu brònach? | [a veɪl u ˈbrɔːnəx]   | Fragepartikel-bist-du-traurig? = Bist du traurig? |

## Grammatik
Das schottische Gälisch ist syntaktisch einfacher als seine direkte Vorstufe, das Altirische. Der Satzbau folgt dem Muster VSO, nicht wie im Englischen SVO. Ein wesentliches Merkmal ist die Lenierung, die z. B. für die Bildung der Präteritalformen, des Kasus oder zur Veranschaulichung des Geschlechts sowie der Pluralbildung benutzt wird.
Beispiele:
òl – dh’òl – trink(en) – trank
am bàrd (Nom.), a’ bhàird (Gen.), a’ bhàrd (Dat.)
a bhròg – sein Schuh, a bròg – ihr Schuh
a’ bhròg – der Schuh, na brògan – die Schuhe
Anders als in den meisten indogermanischen Sprachen übernimmt ein Verbalnomen viele Aufgaben des nicht vorhandenen Infinitivs.
Eine Eigentümlichkeit ist auch das habituelle Konzept für Tätigkeiten, die regelmäßig wiederkehren oder allgemeingültige Fakten darstellen („die Erde ist rund“, „sie geht jeden Tag zur Arbeit“).

### Phonologie
1. Vokale
| Graphem | Phonem     | Beispiel     |
| ------- | ---------- | ------------ |
| a       | [⁠a⁠]        | bata         |
| à       | [a:]       | bàta         |
| e       | [⁠ɛ⁠], [⁠e⁠]   | le, teth     |
| è, é    | [ɛ:], [e:] | sèimh, fhéin |
| i       | [⁠i⁠], [i:]  | sin, ith     |
| ì       | [i:]       | mìn          |
| o       | [⁠ɔ⁠], [⁠o⁠]   | poca, bog    |
| ò, ó    | [ɔ:], [o:] | pòcaid, mór  |
| u       | [⁠u⁠]        | tur          |
| ù       | [u:]       | tùr          |

| Graphem | Phonem             | Beispiel                            |
| ------- | ------------------ | ----------------------------------- |
| ai      | [⁠a⁠], [⁠ə⁠], [⁠ɛ⁠], [⁠i⁠] | caileag, iuchair, geamair, dùthaich |
| ài      | [aː], [ai]         | àite, bara-làimhe                   |
| ao(i)   | [ɰː], [əi]         | caol, gaoil, laoidh                 |
| ea      | [ʲa], [⁠e⁠], [⁠ɛ⁠]     | geal, deas, bean                    |
| eà      | [ʲaː]              | ceàrr                               |
| èa      | [ɛː]               | nèamh                               |
| ei      | [⁠e⁠], [⁠ɛ⁠]           | eile, ainmeil                       |
| èi      | [ɛː]               | cèilidh                             |
| éi      | [eː]               | fhéin                               |
| eo      | [ʲɔ]               | deoch                               |
| eò(i)   | [ʲɔː]              | ceòl, feòil                         |
| eu      | [eː], [ia]         | ceum, feur                          |
| ia      | [iə], [ia]         | biadh, dian                         |
| io      | [⁠i⁠], [ᴊũ]          | fios, fionn                         |
| ìo      | [iː], [iə]         | sgrìobh, mìos                       |
| iu      | [ᴊu]               | piuthar                             |
| iù(i)   | [ᴊuː]              | diùlt, diùid                        |
| oi      | [⁠ɔ⁠], [⁠ɤ⁠]           | boireannach, goirid                 |
| òi      | [ɔː]               | fòill                               |
| ói      | [oː]               | cóig                                |
| ua(i)   | [uə], [ua]         | ruadh, uabhasach, duais             |
| ui      | [⁠u⁠], [⁠ɯ⁠], [ui]     | muir, uighean, tuinn                |
| ùi      | [uː]               | dùin                                |

Konsonanten – Grapheme
| bh  | fh      | mh    | ph       | ch vor a,o,u | ch vor e,i      | chd       | gh vor e,i | th  | dh        |
| --- | ------- | ----- | -------- | ------------ | --------------- | --------- | ---------- | --- | --------- |
| /v/ | /h/-/-/ | /v/   | /f/      | /x/          | /h/             | /xk/      | /j/        | /h/ | /j/       |
| bha | fhuair  | mhath | phiseag  | loch         | chì             | cuideachd | taigh      | tha | dh'fhalbh |
| war | fand    | gut   | Kätzchen | See          | ich werde sehen | auch      | Haus       | ist | ging      |

Das Graphem /bh/ kann im Wortinnern stumm sein wie in „leabhar“ (Buch) – /ljioar/. Das Graphem /fh/ ist meistens stumm wie in „glè fhuar“ (sehr kalt). Das Graphem /mh/ klingt etwas nasaler als /bh/.
2. Lenierung (Erweichung, gehört zu den Anlautmutationen) verändert Plosive (b, p, t), Nasale (m) und Frikative (f,s): Die Anlautmutation tritt zum Beispiel nach dem Possessivpronomen „mo“ (mein) auf.
| Plosiv b        | Plosiv p            | Plosiv t      | Nasal m       | Frikativ f     | Frikativ s         |
| --------------- | ------------------- | ------------- | ------------- | -------------- | ------------------ |
| botal (Flasche) | piuthar (Schwester) | tunnag (Ente) | muc (Schwein) | fearann (Land) | saighdear (Soldat) |
| mo bhotal       | mo phiuthar         | mo thunnag    | mo mhuc       | mo fhearann    | mo shaighdear      |
| [⁠v⁠]             | [⁠f⁠]                 | [⁠h⁠]           | [⁠v⁠]           | [⁠–⁠]            | [⁠h⁠]                |

3. Im Irischen noch erkennbare Nasalisierung existiert nur noch als Echo, z. B. an còmhnaidh [ən ̃ɡɔːniː] statt [ən kɔːniː]ˈʲɡ
4. Stimmlose Plosive (p, t, c (k)) erfahren in den meisten schottischen Dialekten eine Präaspiration (tapadh: [taʰpə]);
auf Arran, an der Nordseeküste und in anderen Dialekten fehlt dagegen diese Präaspiration.
Als Folge existieren mehrere Aussprachevarianten: [hp, ht, hk], [xp, xt, xk] (Lewis), [p, t, xk], [hp, ht, xk].
5. Einige Laute (Phoneme) sind im Deutschen nicht geläufig. Beispiel: ao [⁠ɯ⁠] oder dh/gh [⁠ɣ⁠], [⁠χ⁠]
6. Schottisches Gälisch ist in der Orthographie konservativer als das Irische, das zur Vereinfachung einige stumme Grapheme getilgt hat: schottisch: „latha“ (Tag) /la:/; irisch „la“ (Tag) /la:/.
7. Die Betonung liegt im Schottisch-Gälischen auf der ersten Silbe, zum Beispiel Alba (Schottland), Gàidhlig (Gälisch), in Wörtern englischer Herkunft wird oftmals die Betonung der Herkunftssprache übernommen, zum Beispiel giotàr (Gitarre), piàno (Klavier).

### Verben
Es gibt keinen Infinitiv; nicht finite Verbformen sind: Verbalnomen, Partizip Perfekt und Imperativ. Verben werden bestimmt durch Person/Numerus (nur im Konjunktiv), Modus (Indikativ/Konjunktiv), Genus Verbi (Aktiv/Passiv) und Tempus. Daneben existiert eine unabhängige Verbform, auch Aussageform genannt, sowie eine abhängige Form, die von der Grundform des Verbes abgeleitet wird und bei den unregelmäßigen Verben deutlich verschieden von der Aussageform sein kann.

#### Das Verb „sein“
Es gibt zwei Formen des Verbs „sein“: das Verb „bi“ und die Kopulaform „is“.
1. „bi“ wird benutzt bei Charakterisierung eines Substantivs durch Adjektive und Phrasen: „Iain ist glücklich“ – Tha Iain toilichte. Die konjugierte Form lautet „tha“ im Präsens in Aussagesätzen und nimmt bei Verneinung und in Fragesätzen verschiedene Formen an (abhängige Form):
| Aussagesatz          | Negation                 | Frage                  | negierte Frage           | Tempus     |
| -------------------- | ------------------------ | ---------------------- | ------------------------ | ---------- |
| Tha mi toilichte.    | Chan eil mi toilichte.   | A bheil thu toilichte? | Nach eil thu toilichte?  | Präsens    |
| Bha mi toilichte.    | Cha robh mi toilichte.   | An robh thu toilichte? | Nach robh thu toilichte? | Präteritum |
| Bidh mi toilichte.   | Cha bhi mi toilichte.    | Am bi thu toilichte?   | Nach bi thu toilichte?   | Futur      |
| Bhiodh tu toilichte. | Cha bhiodh tu toilichte. | Am biodh tu toilichte? | Nach biodh tu toilichte? | Konjunktiv |

(Letzte Zeile: Im Konjunktiv verändert sich das Verb in der 1. Pers. Sing. zu: Bhithinn toilichte und in der 1. Person Plural zu: Bhitheamaid toilichte)
2. Die Kopulaform „is“ dient der Identifikation und Definition, dem Verbinden zweier Substantive. Dabei gibt es zwei Muster: „X ist Y“ dient zur Verbindung zweier bestimmter Substantive: Is mise Iain (Ich bin Iain). „Y ist ein X“ dient zur Verbindung eines bestimmten und eines unbestimmten Substantives. Is e Gearmailteach a th’ ann an Iain. (Iain ist ein Deutscher). „Is“ wird oft durch „’S“ abgekürzt.
| Aussagesatz    | Negation           | Frage             | negierte Frage      | Tempus                  |
| -------------- | ------------------ | ----------------- | ------------------- | ----------------------- |
| Is mise Iain.  | Cha mhise Iain.    | Am mise Iain?     | Nach mise Iain?     | Präsens + Futur         |
| Bu mhise Iain. | Cha bu mhise Iain. | Am bu mhise Iain? | Nach bu mhise Iain? | Präteritum + Konjunktiv |

#### Die Bejahung und Verneinung von Verben
In der schottisch-gälischen Sprache gibt es keine Worte für „ja“ und „nein“. Das Verb dient als Antwort bei Ja/Nein-Fragen, indem es in der Aussageform für „ja“ bzw. in der abhängigen Form für „nein“ wiederholt wird.
| Frage                  | Bejahung | Verneinung | Übersetzung                   |
| ---------------------- | -------- | ---------- | ----------------------------- |
| A bheil thu toilichte? | Tha.     | Chan eil.  | Bist du glücklich? Ja/Nein.   |
| An robh leabhar agad?  | Bha.     | Cha robh.  | Hattest du ein Buch? Ja/Nein. |
| An deach thu?          | Chaidh.  | Cha deach. | Gingst du? Ja/Nein.           |

#### Tempora
Eigene Verbformen gibt es nur für Präteritum, Futur und Konjunktiv sowie als Passiv- und unpersönliche Form. Das Präsens kann nur durch die Progressive (Verlaufsform) ausgedrückt werden: „X ist am Schwimmen“ (Tha X a’ snàmh, wörtl: Ist X bei Schwimmen).
| Präsens                      | Präteritum            | Futur                  | Konjunktiv               | Verbstamm        |
| ---------------------------- | --------------------- | ---------------------- | ------------------------ | ---------------- |
| Tha e a' dùineadh an dorais. | Dhùin e an doras.     | Dùinidh e an doras.    | Dhùineadh e an doras.    | dùin – schließen |
| Tha e ag òl cofaidh dubh.    | Dh'òl e cofaidh dubh. | Òlaidh e cofaidh dubh. | Dh'òladh e cofaidh dubh. | òl – trinken     |
| Tha e a' fàgail na sgoile.   | Dh'fhàg e an sgoil.   | Fàgaidh e e an sgoil.  | Dh'fhàgadh e an sgoil.   | fàg – verlassen  |
| Tha e a' leughadh leabhar.   | Leugh e leabhar.      | Leughaidh e leabhar.   | Leughadh e leabhar.      | leugh – lesen    |

Im Präsens erscheint die Verlaufsform mit bi + Verbalnomen – „Er ist am/beim schwarzen Kaffeetrinken.“
Im Präteritum wird der Verbstamm, der identisch mit der Befehlsform ist, wenn möglich leniert, Verben mit Vokal am Wortanfang bekommen ein „dh“ davor, Verben mit „f“ werden leniert und zusätzlich mit „dh“ versehen, bei l, n, r erscheint die Lenierung nicht in der Schriftsprache, nur im gesprochenen Wort. In der abhängigen Form wird vor das Verb das Wort „do“ gestellt: An do dhùin..?; cha do dh'òl..; nach do dh'fhàg... .
Im Futur wird in der Aussageform an den Verbstamm die Endung „(a)idh“ angehängt, für die abhängige Form wird nur der Verbstamm benutzt: An dùin ...; chan òl..; am fàg..? Nach einem Relativpronomen wird das Verb leniert und bekommt eine „(e)as“ Endung: S e seo an doras a dhùineas mi. (Dies ist die Tür, welche ich schließen werde.)
Im Konjunktiv wird in der Aussageform leniert und an den Verbstamm die Endung „(e)adh“ angehängt, für die abhängige Form bleibt die Endung erhalten, aber die Lenition wird aufgehoben : An dùineadh ...; chan òladh..; am fàgadh..?
In der 1. Person Singular/Plural verschmelzen Verb und Personalpronomen zu einem Wort: dh'òlainn (ich würde trinken); dh'òlamaid (wir würden trinken).
- Alle anderen Zeiten werden zusammengesetzt: Perfekt, Plusquamperfekt, Futur II.
- Es gibt zehn unregelmäßige Verben (neben bi und is); dies sind gleichzeitig die am häufigsten gebrauchten Verben.
- Habituelle, wiederkehrende Aktivitäten werden in der Gegenwart durch das einfache Futur ausgedrückt, in der Vergangenheit durch den Konjunktiv.

## Substantive
- Substantive werden bestimmt durch vier Kasus: Nominativ (Akkusativform ist identisch), Genitiv, Dativ und Vokativ sowie durch zwei Genera: Maskulinum und Femininum.
- Genitiv- und Dativformen mancher Substantive und Adjektive werden durch Vokalumlautung im Wortinneren gebildet: alt – uilt, clann – cloinn(e), gorm – guirm.

### Adjektive
- Bis auf wenige Ausnahmen steht das Adjektiv hinter dem Substantiv, das es beschreibt.

a’ chaileag bhàn – das blonde Mädchen
an duine maol – der kahle Mann
 ’S e duine eireachdail a th’ ann – Er ist ein gutaussehender Mann.
 ’S e duine laghach a th’ ann – Er ist ein netter Mann.
- Eine geringe Anzahl von Adjektiven steht jedoch vor dem Substantiv und leniert dieses:

an ath-sheachdain – nächste Woche.

### Präpositionalpronomen
- Viele Präpositionen besitzen neben der einfachen Form mit Personalpronomen/Possessivpronomen verschmolzene Formen: ann (in), annam (in mir), nam (in meinem).

### Die Zahlen von 1 bis 10
Die Partikel „a“ steht vor der Numerale, wenn sie nicht zusammen mit einem Nomen verwendet wird. Die Zahlwörter 1 und 2 bewirken eine Lenierung (Behauchung) des Nomens und die Singularform wird für den Plural verwendet. Weibliche Nomen haben eine duale Form, wobei der letzte Konsonant schlank (slender) ist: dà chois, aber „aon chas“ und „trì casan“!
| Gàidhlig  | Deutsch | Gàidhlig cat m. (Katze) | Gàidhlig cas f. (Fuß/Bein) |
| --------- | ------- | ----------------------- | -------------------------- |
| a h-aon   | eins    | aon chat                | aon chas                   |
| a dhà     | zwei    | dà chat                 | dà chois                   |
| a trì     | drei    | trì cait                | trì casan                  |
| a ceithir | vier    | ceithir cait            | ceithir casan              |
| a cóig    | fünf    | cóig cait               | cóig casan                 |
| a sia     | sechs   | sia cait                | sia casan                  |
| a seachd  | sieben  | seachd cait             | seachd casan               |
| a h-ochd  | acht    | ochd cait               | ochd casan                 |
| a naoi    | neun    | naoi cait               | naoi casan                 |
| a deich   | zehn    | deich cait              | deich casan                |

### Die Zahlen von 11 bis 1.000.000
Seit geraumer Zeit existieren bei den Zahlen von 20 bis 99 zwei Systeme nebeneinander: ein relativ modernes Zehnersystem (Dezimalsystem) und ein traditionelles Zwanzigersystem (Vigesimalsystem). In der Schule wird heutzutage jedoch meist das Zehnersystem gelehrt und benutzt. Für Numeralia über zwanzig wird meist das Vigesimalsystem verwendet, besonders bei Jahreszahlen oder Daten. Für die Zahlen 21–39 wird der Singular des Nomens verwendet. Das Nomen steht vor dem Zahlwort „fichead“ (zwanzig): „zwei Katzen zu zwanzig“ (= 22); „eine Katze zehn zu zwanzig“ (= 31); zwei (mal) zwanzig Katzen und eine (= 41) oder „vier (mal) zwanzigtausend – vierhundert – zwei (mal) zwanzig und dreizehn“ (= 80.453)! Tausend ist „mìle“ und Million heißt „muillean“. Beim Dezimalsystem wird grundsätzlich nur der Singular des Nomens verwendet.
| Gàidhlig       | Deutsch |
| -------------- | ------- |
| a h-aon deug   | 11      |
| a dhà dheug    | 12      |
| a trì deug     | 13      |
| a ceithir deug | 14      |
| a cóig deug    | 15      |
| a sia deug     | 16      |
| a seachd deug  | 17      |
| a h-ochd deug  | 18      |
| a naoi deug    | 19      |
| a fichead      | 20      |

Nomen mit Zahlwort Vigesimalsystem und Dezimalsystem
| Gàidhlig (Vigesimal)                                            | Gàidhlig (Dezimal)       | Deutsch       |
| --------------------------------------------------------------- | ------------------------ | ------------- |
| dà chat ar fhichead                                             | fichead is a dhà cat     | 22 Katzen     |
| naoi cait ar fhichead                                           | fichead is a naoi cat    | 29 Katzen     |
| aon chat deug ar fhichead                                       | trithead is a h-aon cat  | 31 Katzen     |
| dà fhichead cat is a h-aon                                      | ceathrad is a h-aon cat  | 41 Katzen     |
| dà fhichead cat is a dhà dheug                                  | caogad is a dhà cat      | 52 Katzen     |
| trì fichead cat is a sia                                        | seasgad is a sia cat     | 66 Katzen     |
| trì fichead cat is a seachd deug                                | seachdad is a seachd cat | 77 Katzen     |
| ceithir fichead cat is a h-ochd                                 | ochdad is a h-ochd cat   | 88 Katzen     |
| ceithir fichead cat is a naoi deug                              | naochad is a naoi cat    | 99 Katzen     |
| mìle is dà fhichead cat                                         | –                        | 1040 Katzen   |
| trì mìle seachd ceud ceithir fichead is a naoi cat              | –                        | 3789 Katzen   |
| ceithir fichead mìle ceithir ceud dà fhichead is a trì deug cat | –                        | 80.453 Katzen |
| deich ar fhichead                                               | trithead                 | 30            |
| dà fhichead is a deich                                          | caogad                   | 50            |
| trì fichead is a deich                                          | seachdad                 | 70            |

- neben Kardinalzahlen und Ordinalzahlen existieren eigene Zahlwörter für Personen von 1 bis 10
- der indogermanische Dual ist noch erkennbar: Auf das Wort für „zwei“ dà folgt der Dativ Singular in der, wenn möglich, lenierten Form.[23] (z. B. aon phiseag: ein Kätzchen; dà phiseig: zwei Kätzchen; trì piseagan: drei Kätzchen.)

## Sprachbeispiele
| Gàidhlig                             | Deutsch                    |
| ------------------------------------ | -------------------------- |
| A bheil Gàidhlig agad?               | Sprichst du Gälisch?       |
| Ciamar a tha thu?                    | Wie geht es dir?           |
| Cò as a tha sibh?                    | Woher seid ihr?            |
| Tha mi glè thoilichte!               | Ich bin sehr glücklich!    |
| Chan eil mi ’tuigsinn.               | Ich verstehe nicht.        |
| Dè thuirt thu?                       | Was sagtest du?            |
| Tha mi duilich!                      | Es tut mir leid!           |
| Latha breith sona dhuit.             | Alles Gute zum Geburtstag. |
| Tha gradh agam ort!                  | Ich liebe dich!            |
| Tha mi ’g iarraidh a dhol dhachaigh. | Ich will nach Hause gehen. |

### A-màireach
Èiridh sinn aig seachd uairean ’s a’ mhadainn a-màireach agus gabhaidh sinn air bracaist anns a’ chidsin. Ithidh mise ugh agus tost. Ithidh mo charaid, an duine agam hama agus ugh. ’S toil leamsa uighean ach cha toil leam hama. Òlaidh mi cofaidh gun bainne, gun siùcar agus òlaidh e tì làidir le bainne agus dà spàinn siùcar. Tha sinn glè shona seo! Tha e grianach agus an latha breagha an-diugh! Tha sinn a’ falbh anns a’sgoil a-màireach. Coimheadaidh sinn air an tidsear fhad ’s a sgrìobhas ise rudan air a’ chlàr-dubh.

### Übersetzung: Am Morgen
Wir stehen um sieben Uhr am frühen Morgen auf und nehmen unser Frühstück in der Küche ein. Ich esse Eier und Toast. Mein Freund isst etwas Schinken und Ei. Ich liebe Eier, aber ich mag Schinken nicht. Ich trinke Kaffee ohne Milch, ohne Zucker und er trinkt starken Tee mit Milch und zwei Löffeln Zucker. Wir sind sehr glücklich hier. Es ist sonnig und ein schöner Tag heute. Wir gehen am Morgen in die Schule. Wir sehen unseren Lehrer, der die ganze Zeit über etwas ins Klassenbuch schreibt.

### Vergleich zwischen schottischem Gälisch und irischem Gälisch
Schottisches Gälisch wird in Schottland als Gàidhlig, irisches Gälisch in Irland als Gaeilge bezeichnet. Am Beispiel des Fragesatzes „Wie geht es dir?“ sollen die Unterschiede deutlich werden.
Beispiele:
Gàidhlig (Lewis) — Dè mar a tha thu?
Gàidhlig (Standard) — Ciamar a tha thu?
Gaeilge (Ulster) — Caidé mar a tá tú? oder Cad é mar atá tú?
Gaeilge (Standard) — Conas atá tú?
Gàidhlig — Chan eil airgead agam. (Ich habe kein Geld.)
Gaeilge — Níl airgead agam. (Ich habe kein Geld.)

Irisches Gälisch : Schottisches Gälisch

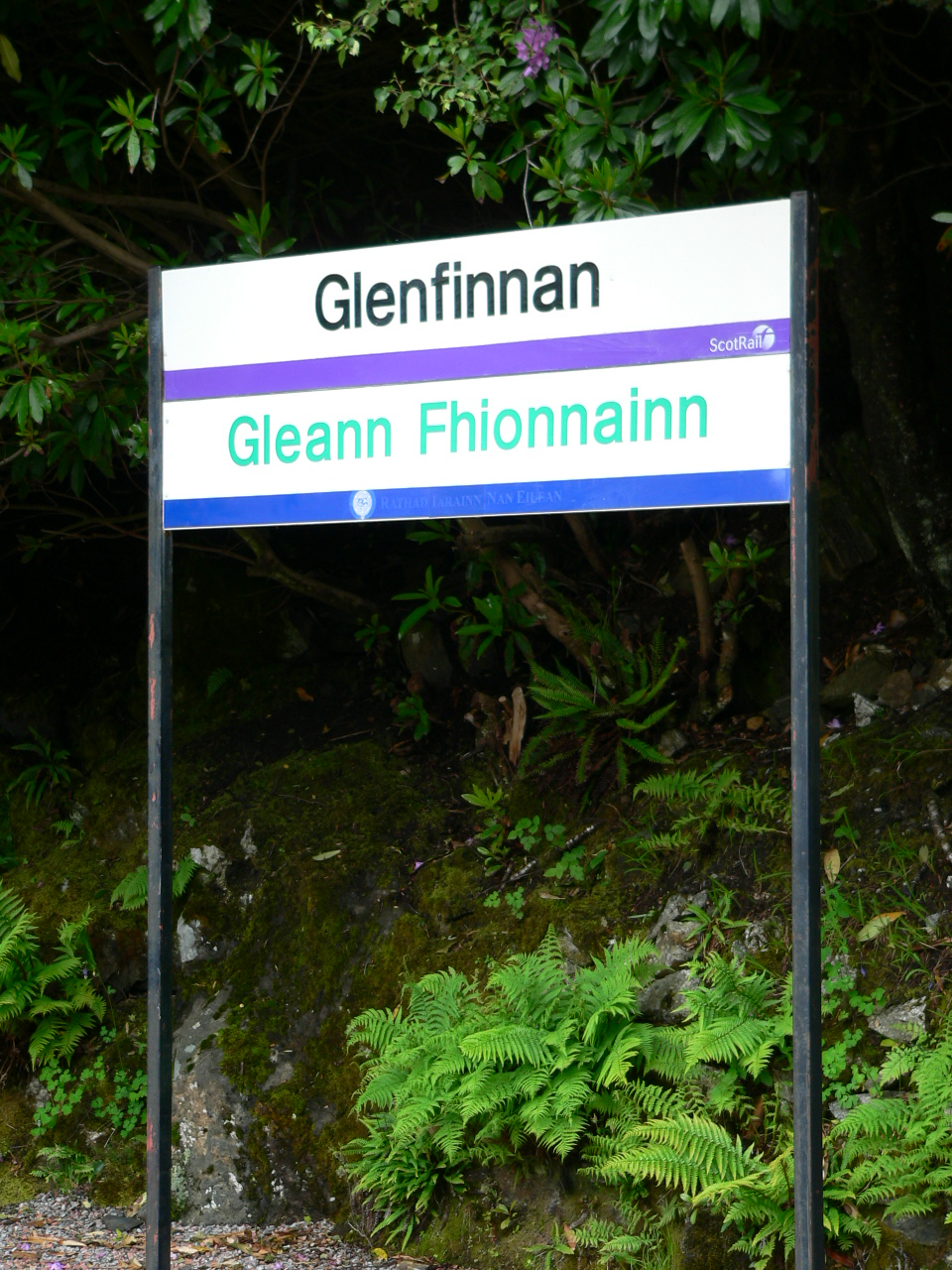
Zweisprachiges Bahnhofsschild in Glenfinnan im schottischen Hochland

Gael : Gàidheal (Gäle)
lá : latha (Tag)
oíche : oidhche (Nacht)
isteach : a-steach (eintreten)
scoil : sgoil (Schule)
páiste : pàisde (Kind)
gan : gun (ohne)
údarás : ùghdarras (Behörde)
oifig : oifis (Büro)
oscailte : fosgailte (offen)
bliain : bliadhna (Jahr)
raidió : rèidio (Radio)
rialtas : riaghaltas (Reich)
parlaimint : pàrlamaid (Parlament)
oileán : eilean (Insel)